# Pezoneras

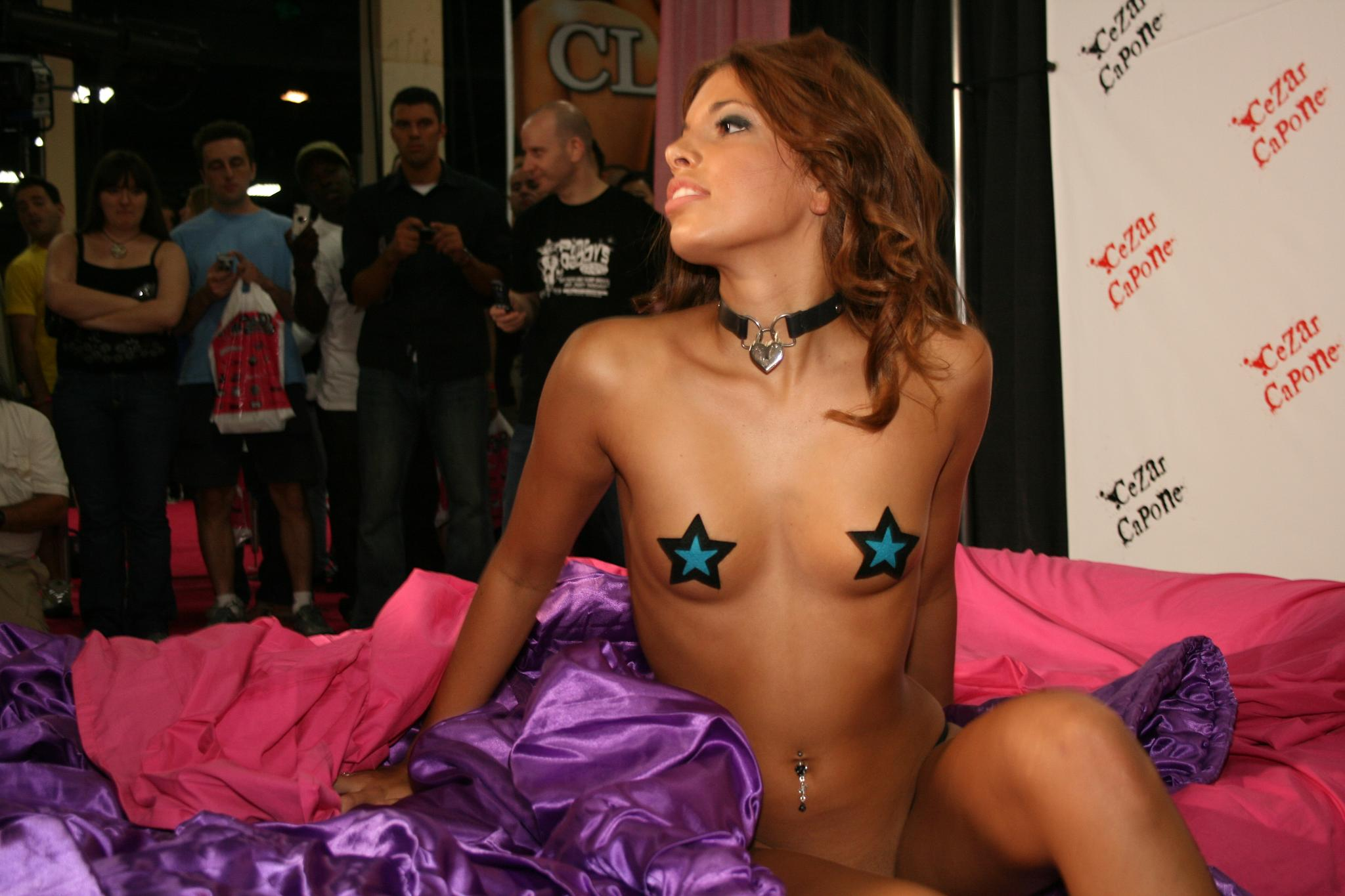
La actriz porno Morgan Dayne con pezoneras en forma de estrella

Se denominan pezoneras a los adhesivos utilizados para cubrir los pezones. No suelen ser mucho mayores que las areolas.

## Primeros momentos y evolución

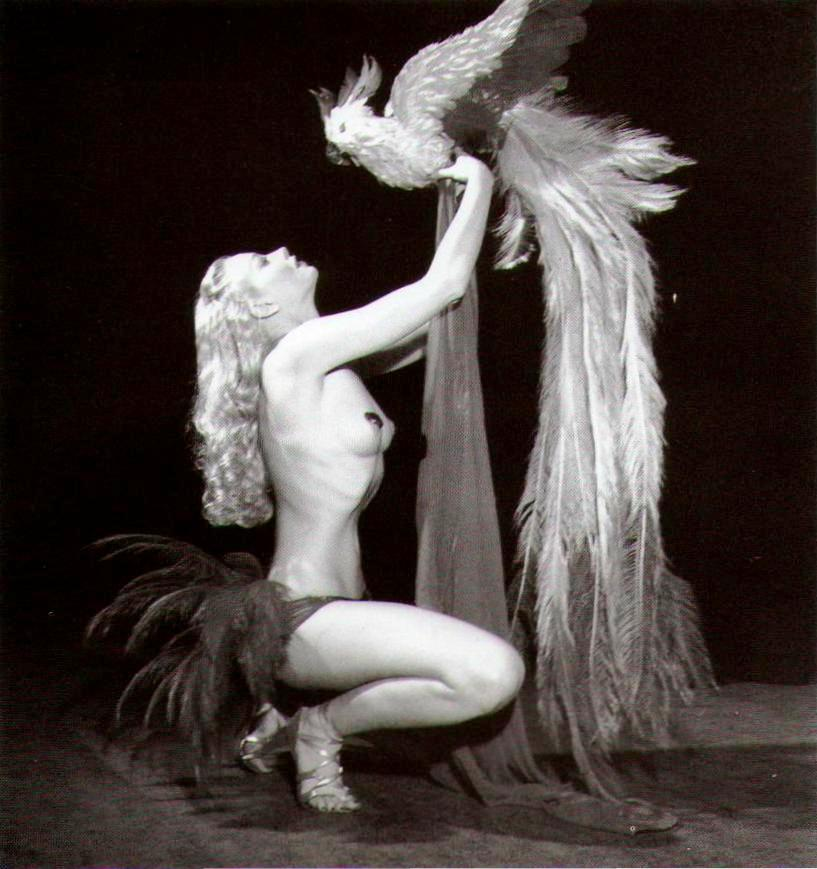
Pezoneras en los años 40, Lili St. Cyr.

Las pezoneras empezaron a usarse en los espectáculos burlesque, en salas de estriptis y cabarés (como el Folies Bergère o el Lido de París) de los «felices años 20», como una manera de evitar las sanciones consiguientes al hecho de que una artista exhibiese los pechos en público o, incluso, se mostrase totalmente sin ropa en el escenario, llegando a ser considerados, a veces, como más estéticos y eróticos que los desnudos completos.
En la actualidad, se sigue utilizando como medio de ocultar los pezones, a manera de sustitutivo de la ropa interior convencional, en ambientes festivos como el Mardi Gras de Nueva Orleans o el Carnaval de Brasil, o en aquellas playas o piscinas comúnmente llamadas «textiles», donde el que una mujer se muestre solo con la parte de abajo del bikini se encuentra rigurosamente prohibido, permitiendo al mismo tiempo que un mayor porcentaje de piel quede expuesto a los rayos solares.